# Badminton nos Jogos Olímpicos de Verão de 2000
A competição de badminton nos Jogos Olímpicos de Verão de 2000 foi realizada em Sydney, Austrália, com cinco eventos disputados.

## Eventos
Masculino: Individual | Duplas

Feminino: Individual | Duplas

Misto: Duplas

## Individual masculino
| Pos. | País      | Atletas    |
| ---- | --------- | ---------- |
|      | China     | Ji Xinpeng |
|      | Indonésia | Hendrawan  |
|      | China     | Xia Xuanze |

### Quartas de final
| Ji Xinpeng, CHN | (15-12, 15-5)  | Taufik Hidayat, INA   |
| Peter Gade, DEN | (15-6, 15-6)   | Mario Mainaky, INA    |
| Xia Xuanze, CHN | (17-15, 15-11) | Wong Choong Hann, MAS |
| Hendrawan, INA  | (15-13, 15-5)  | Sun Jun, CHN          |

### Semifinal
| Ji Xinpeng, CHN | (15-9, 1-15, 15-9) | Peter Gade, DEN |
| Hendrawan, INA  | (15-12, 15-4)      | Xia Xuanze, CHN |

### Disputa pelo bronze
| Xia Xuanze, CHN | (15-13, 15-5) | Peter Gade, DEN |

### Final
| Ji Xinpeng, CHN | (15-4, 15-13) | Hendrawan, INA |

## Individual feminino
| Pos. | País      | Atletas        |
| ---- | --------- | -------------- |
|      | China     | Gong Zhichao   |
|      | Dinamarca | Camilla Martin |
|      | China     | Ye Zhaoying    |

### Quartas de final
| Gong Zhichao, CHN   | (11-6, 11-3) | Yasuko Mizui, JPN   |
| Ye Zhaoying, CHN    | (11-3, 11-4) | Huang Chia-Chi, TPE |
| Dai Yun, CHN        | (11-3, 11-4) | Kim Ji-Hyun, KOR    |
| Camilla Martin, DEN | (11-2, 11-1) | Mia Audina, NED     |

### Semifinal
| Gong Zhichao, CHN   | (11-8, 11-8) | Ye Zhaoying, CHN |
| Camilla Martin, DEN | (11-5, 11-0) | Dai Yun, CHN     |

### Disputa pelo bronze
| Ye Zhaoying, CHN | (8-11, 11-2, 11-6) | Dai Yun, CHN |

### Final
| Gong Zhichao, CHN | (13-10, 11-3) | Camilla Martin, DEN |

## Duplas masculinas
| Pos. | País          | Atletas                    |
| ---- | ------------- | -------------------------- |
|      | Indonésia     | Tony Gunawan Candra Wijaya |
|      | Coreia do Sul | Lee Dong-Soo Yoo Yong-Sung |
|      | Coreia do Sul | Ha Tae-Kwon Kim Dong-Moon  |

### Quartas de final
| Tony Gunawan / Candra Wijaya, INA  | (15-13, 15-11) | Simon Archer / Nathan Robertson, GBR |
| Ha Tae-Kwon / Kim Dong-Moon, KOR   | (15-5, 15-9)   | Ricky Subagja / Rexy Mainaky, INA    |
| Choong Tan Fook / Lee Wan Wah, MAS | (15-10, 15-9)  | Eng Hian / Flandy Limpele, INA       |
| Lee Dong-Soo / Yoo Yong-Sung, KOR  | (15-12, 15-10) | Jens Eriksen / Jesper Larsen, DEN    |

### Semifinal
| Tony Gunawan / Candra Wijaya, INA | (15-13, 15-10)      | Ha Tae-Kwon / Kim Dong-Moon, KOR   |
| Lee Dong-Soo / Yoo Yong-Sung, KOR | (15-12, 7-15, 15-4) | Choong Tan Fook / Lee Wan Wah, MAS |

### Disputa pelo bronze
| Ha Tae-Kwon / Kim Dong-Moon, KOR | (15-2, 15-8) | Choong Tan Fook / Lee Wan Wah, MAS |

### Final
| Tony Gunawan / Candra Wijaya, INA | (15-10, 9-15, 15-7) | Lee Dong-Soo / Yoo Yong-Sung, KOR |

## Duplas femininas
| Pos. | País  | Atletas               |
| ---- | ----- | --------------------- |
|      | China | Ge Fei Gu Jun         |
|      | China | Huang Nanyan Yang Wei |
|      | China | Gao Ling Qi Yiyuan    |

### Quartas de final
| Ge Fei / Gu Jun, CHN              | (15-3, 15-5)         | Eti Tantra / Chynthia Tuwankotta, INA    |
| Gao Ling / Qi Yiyuan, CHN         | (15-2, 15-7)         | Joanne Goode / Donna Kellogg, GBR        |
| Chung Jae Hee / Ra Kyung-Min, KOR | (12-15, 15-12, 15-5) | Helene Kirkegaard / Rikke Olsen, DEN     |
| Huang Nanyan / Yang Wei, CHN      | (15-10, 15-12)       | Lotte Jonathans / Nicole van Hooren, NED |

### Semifinal
| Ge Fei / Gu Jun, CHN         | (15-7, 15-12) | Gao Ling / Qi Yiyuan, CHN         |
| Huang Nanyan / Yang Wei, CHN | (15-6, 15-11) | Chung Jae Hee / Ra Kyung-Min, KOR |

### Disputa pelo bronze
| Gao Ling / Qi Yiyuan, CHN | (15-10, 15-4) | Chung Jae Hee / Ra Kyung-Min, KOR |

### Final
| Ge Fei / Gu Jun, CHN | (15-5, 15-5) | Huang Nanyan / Yang Wei, CHN |

## Duplas mistas
| Pos. | País        | Atletas                       |
| ---- | ----------- | ----------------------------- |
|      | China       | Zhang Jun Gao Ling            |
|      | Indonésia   | Tri Kusharyanto Minarti Timur |
|      | Reino Unido | Simon Archer Joanne Goode     |

### Quartas de final
| Tri Kusharyanto / Minarti Timur, INA | (15-3, 15-8)          | Jens Eriksen / Mette Schjoldager, DEN   |
| Simon Archer / Joanne Goode, GBR     | (15-12, 15-12)        | Chris Bruil / Erica van den Heuvel, NED |
| Michael Søgaard / Rikke Olsen, DEN   | (17-14, 10-15, 15-11) | Bambang Suprianto / Zelin Resiana, INA  |
| Zhang Jun / Gao Ling, CHN            | (15-11, 15-1)         | Kim Dong-Moon / Ra Kyung-Min, KOR       |

### Semifinal
| Tri Kusharyanto / Minarti Timur, INA | (2-15, 17-15, 15-11) | Simon Archer / Joanne Goode, GBR   |
| Zhang Jun / Gao Ling, CHN            | (10-15, 15-6, 17-16) | Michael Søgaard / Rikke Olsen, DEN |

### Disputa pelo bronze
| Simon Archer / Joanne Goode, GBR | (15-4, 12-15, 17-14) | Michael Søgaard / Rikke Olsen, DEN |

### Final
| Zhang Jun / Gao Ling, CHN | (1-15, 15-13, 15-11) | Tri Kusharyanto / Minarti Timur, INA |

## Quadro de medalhas
| Pos. | País              | Ouro | Prata | Bronze | Total |
| 1    | CHN China         | 4    | 1     | 3      | 8     |
| 2    | INA Indonésia     | 1    | 2     | 0      | 3     |
| 3    | KOR Coreia do Sul | 0    | 1     | 1      | 2     |
| 4    | DEN Dinamarca     | 0    | 1     | 0      | 1     |
| 5    | GBR Grã-Bretanha  | 0    | 0     | 1      | 1     |